# Psicologia funzionale
La psicologia funzionale, con la psicoterapia funzionale, sono metodi operativi del neo-funzionalismo, un’area scientifica di pensiero ideata e messa a punto dagli anni ’70 in poi da Luciano Rispoli, psicoterapeuta italiano. Sviluppatasi in connessione con le altre discipline scientifiche negli ultimi 30-40 anni, guarda l’organismo umano nella sua complessità e unitarietà, l’intero Sé senza frammentarlo in parti e in istanze contrapposte. Per il modello della psicologia funzionale il Sé è una organizzazione di funzioni psico-corporee, tutte esistenti ed integrate sin dalla nascita, tutte egualmente importanti: nessuna è gerarchicamente superiore e nessuna gestisce tutte le altre in senso piramidale.

## Storia
La psicologia funzionale (così definita perché prende in considerazione sia le funzioni e sia i funzionamenti di base della persona) affonda le sue origini in diverse aree: 
- Il	primo funzionalismo	della Scuola di Chicago;
- Gli studi sul	rapporto mente-corpo e il funzionalismo di [[Wilhelm	Reich]](1927, 1942);
- Gli studi	psicofisiologici di Gellhorn (1967), di Selye[1] sullo	stress (1974, 1976); di Laborit[2] sull’inibizione	di azione (1979) di Hinde (1972, 1974, 1979);
- Le tecniche di	movimento, motricità, e acquisizione di consapevolezza, (come ad	esempio quelle di Feldenkrais (1971);
- Le teorie del	Sé: Kohut	H.	(1959-78, 1971, 1977) Stern D.N.	(1977, 1985);
- I contributi delle	nuove frontiere della ricerca (capacità e caratteristiche del	bambino nella fase pre- e neonatale, le ultime scoperte	delle neuroscienze,	la psico-neuro-endocrino-immunologia).

Il primo Funzionalismo nacque sulla scia dell'evoluzionismo e si mosse nell'ambito filosofico, psicologico, antropologico e pedagogico. Gli inizi del funzionalismo psicologico coincidono con la nascita della Scuola di Chicago che inizia con le idee innovative di interconnessione tra emozioni, funzionamenti della mente e apparati fisiologici della persona di William James, di Dewey (1896), e prosegue con i contributi di Angell (1907) che stilò il manifesto del funzionalismo, e gli apporti di Granville Stanley Hall e James McKeen Cattel. La Scuola di Chicago vide interrompersi il suo sviluppo perché la psicologia americana si mosse verso direzioni strettamente pragmatiste con Watson e il Comportamentismo.
Il funzionalismo attraversò, dunque, un periodo di stasi, ma negli anni Venti e Trenta riprese piede con la visione olistica dell'antropologia contemporanea (Malinowsky, Durkheim) e la psicopedagogia di Edouard Claparède, il quale elaborò la "legge funzionale del bisogno".
L'altro ramo da cui si originò la psicologia funzionale furono gli studi sul rapporto mente-corpo e in particolare le idee e il pensiero di Wilhelm Reich con il concetto di identità funzionale tra psiche e soma che non vengono più visti come concetti separati, ma come parte dello stesso organismo. Secondo Reich, quindi, è indispensabile in psicoterapia agire anche direttamente sul corpo per poter ottenere risultati stabili, altrimenti le alterazioni somatiche possono retroagire e riportare alla patologia; è, quindi, utile considerarli entrambi ai fini di un intervento terapeutico pieno e completo. Bisogna, inoltre, citare i contributi di altri autori che hanno influenzato il pensiero funzionale: Ferenczi (1926) con la sua tecnica attiva (1926), Jung e le strutture archetipiche nella concezione del Sé, Adler e il suo Sé creativo, Alexander (1948, 1956) e l'esperienza emozionale correttiva, Winnicott (1958) e il concetto di psiche-soma unitario originario, Balint (1968) e la necessità del contenimento in terapia. Il neo-funzionalismo, in aggiunta, riprende, rielaborandoli in una teoria complessiva e completa, pensieri come quelli della Psicologia dell'Io (Hartmann, 1939, 1964; Kris, 1952), della Psicologia del Sé (Kohut, 1971, 1977, 1984), della Psicologia interpersonale (Stern, 1985; Gill, 1984); concetti come quello di continuità del Sé di Kennan (1989), di soddisfazione dei bisogni di Casement (1990); dell'importanza del tocco in terapia (This, 1985); nonché l'idea di Basch (1988) che ipotizza che le conoscenze acquisite in ogni modello terapeutico debbano essere integrate in una teoria generalizzata di psicoterapia.
Infine è necessario considerare l'apporto delle altre discipline scientifiche che indagano la relazione corpo-mente, le quali hanno contribuito ad approfondire i concetti generali del funzionamento della persona e sono state utilizzate per la costruzione di una teoria complessiva del Sé: studi sul comportamento non verbale (Ekman e Friesen (1968, 1969), le ricerche sulla perinatalità (Bowen, 1977; Eimas, 1971; Eisemberg, 1969; Hayes, 1965; Hutt, 1968; Odent, 1986), gli studi sulla dimensione spaziale (Hall, 1966), l'etologia (Hinde, 1972, 1974; Lorenz, 1949, 1966), l'holding (Tinbergen, 1983), le ricerche sull'integrazione non verbale (Argyle, 1975), gli studi psicofisiologici (Selye, 1974, 1976).

## La teoria del neo-funzionalismo
Come ogni teoria psicologica, anche nel neo-funzionalismo sono presenti: una teoria del sè, ovvero una teoria di come funziona l'essere umano; una teoria dello sviluppo; una teoria della psicopatologia, ovvero quali sono gli eventi di vita che possono alterare il normale funzionamento dell'individuo e dare vita a segni e sintomi; una teoria della tecnica, necessaria per fornire indicazioni sugli obiettivi delle singole tecniche. Nell'ottica funzionale si supera la dicotomia corpo-mente, individuando tutte le funzioni che costituiscono il Sé : non solo quelle cognitive, simboliche ed emotive, ma anche il sistema sensoriale e percettivo, il sistema motorio e posturale, quello neurovegetativo e il sistema neuroendocrino.
Per quanto riguarda la teoria del sé, esso viene teoricamente suddiviso in quattro piani: il piano cognitivo, il piano emotivo, il piano posturale e il piano fisiologico. Ognuno di questi piani contiene delle funzioni che rappresentano la più piccola parte del sè. Esse possono essere distinte e rappresentate graficamente in 4 piani:
·      Piano cognitivo: in esso sono raggruppate tutte le funzioni cognitive, come la razionalità e l’immaginazione progettuale, ovvero la capacità di fare progetti; la fantasia, i valori predominanti, il valore che un individuo attribuisce a sé stesso e alle cose; i sogni, il controllo, le capacità attentive, la memoria e i ricordi.
·      Piano emotivo: in questo piano sono raggruppate tutte le funzioni emotive, che comprendono le sei emozioni di base (paura, gioia, tristezza, disgusto/disprezzo, sorpresa, rabbia), le emozioni complesse come la tenerezza, i sentimenti verso sé e verso gli altri e gli stati d’animo prevalenti.
·      Piano posturale: in esso sono contenute tutte le funzioni che vengono generalmente studiate dalla comunicazione non verbale: l’espressione del viso, la postura, i gesti e gli altri atteggiamenti corporei, e anche la morfologia dell’individuo, la forza dei movimenti, la capacità di mantenere il contatto visivo.
·      Piano fisiologico: tutte le funzioni più studiate nell’ambito medico e scientifico  riferibili agli organi e alla fisicità sono inserite in questo piano: la respirazione, l’assetto ormonale, la tonicità dei muscoli, il ritmo sonno-veglia, eventuali patologie e disfunzionamenti presenti, il sistema immunitario, il sistema digestivo, le sensazioni corporee e le percezioni, il sistema infiammatorio, i processi di eccitazione,  la voce considerata come risultante dal funzionamento dell’apparato pneumofonoarticolatorio.
Il Sé, dunque, è visto come un'organizzazione di funzioni non sedimentato in istanze distinte e separate, ma nella sua unitarietà e complessità, scendendo al contempo sulla concretezza di piani e livelli su cui è possibile operare.
Le funzioni, egualmente importanti e non gerarchicamente strutturate, sono presenti tutte fin dalla nascita, integrate profondamente tra di loro. Le varie funzioni possono essere lette in differenti raggruppamenti tra di loro, che corrispondono ai sistemi vitali studiati dalle varie discipline scientifiche: neurologico, neurovegetativo, emotivo, endocrino, immunitario, sensoriale, motorio, sistemi profondamente interconnessi tra di loro (sistemi integrati).
Nel momento diagnostico, però, può essere utile arrivare ad una descrizione accurata delle singole funzioni. Esse possono, infatti, divenire troppo piccole, ovvero poco utilizzate (ipotrofia) o essere troppo grandi (ipertrofia), sclerotizzarsi ed essere presenti in maniera ripetitiva ed ossessiva, e sconnettersi dalla configurazione funzionale. Si può arrivare ad un’adeguata descrizione di ogni funzione, ad esempio i ricordi possono essere prevalentemente positivi o negativi, più tendenti al passato o legati maggiormente alla memoria a breve termine. Nella rappresentazione degli stati d’ansia, la paura sarà molto grande, la rabbia potrà essere chiusa e trattenuta, oppure aperta e ben visibile; i movimenti potrebbero essere veloci o lenti, ampi o ristretti, a scatti o morbidi; la respirazione potrebbe essere ben modulata o prevalentemente toracica in una persona ansiosa o che non sa mai stare ferma, e il tono muscolare sempre iperteso o flaccido.
Le Funzioni possono essere studiate secondo alcuni parametri quali: la polarità, la gamma e la mobilità. La polarità indica la presenza di poli opposti di funzioni, come ricordi positivi e negativi, movimenti a scatti e movimenti fluidi. La gamma è la possibilità di usufruire di tutte le sfumature che esistono tra un polo e l’altro di una funzione; ad esempio, ci possono essere movimenti non molto fluidi ma nemmeno completamente a scatti, ricordi neutri: più l’individuo può spaziare non solo tra entrambi i poli ma anche in tutte le sfumature intermedie, più possibilità ha di muoversi e rispondere in modo adeguato alle situazioni; una riduzione dell’ampiezza della gamma è un’alterazione che riduce questa possibilità, ad esempio, movimenti sempre lenti o ricordi sempre e solo positivi.  Un’altra caratteristica delle funzioni è la mobilità, ovvero la possibilità di passare velocemente da una funzione all’altra: ad esempio, non restare invischiati a ricordare eventi negativi per troppo tempo.
Per quanto riguarda la teoria dello sviluppo, innanzitutto ognuno di noi nasce con dei bisogni. Tutte le teorie psicologiche sullo sviluppo del bambino affermano che essi sono universali e indipendenti dalla cultura. Secondo il neo-funzionalismo i bisogni di base del sé sono direzioni verso le quali l’individuo si protende fin dalla nascita e anche durante la vita adulta. Essi sono essere contenuto, nutrimento, calore, percepirsi e sentirsi, curiosità e conoscenza, contatto e manipolazione, progettare, movimento, espressione, espansione, amore. Per l’individuo è necessario ricercare esperienze che soddisfino questi bisogni lungo tutto il corso dell’esistenza.
Oltre alle funzioni e ai bisogni di base un altro punto centrale del neo-funzionalismo riguarda l'individuazione, nella fase evolutiva, di esperienze fondamentali per la vita che il bambino attraversa, definite esperienze di base, overo delle esperienze che consentono di soddisfare i bisogni di base. Se attraversate positivamente e in modo continuativo, queste esperienze diventano capacità di fondo, o meglio funzionamenti di fondo(uguali in tutte le culture e presenti in tutte le fasi di vita), che sono all'origine, alla radice, dei vari pensieri, emozioni, gesti e atteggiamenti espressi nelle diverse situazioni e contesti. Ciascuna esperienza di base è individuata in modo chiaro ed essenziale da una precisa configurazione funzionale, vale a dire dalle modalità in cui le varie funzioni psico-corporee si situano tra le due polarità rispetto alle quali possono variare (simpaticonìa - vagotonìa; tenerezza - durezza; posture aperte - posture chiuse; voce forte - voce flebile; paura - tranquillità e così via).
Attraversando ogni esperienza di vita, il Sé assume una specifica configurazione funzionale in cui tutte le funzioni e tutti i piani del Sé si organizzano per andare nella stessa direzione. Ad esempio, se il bambino sta attraversando un’esperienza di Vitalità nel piano fisiologico si evidenziano un battito cardiaco leggermente accelerato così come la respirazione, una leggera attivazione simpaticotonica, una voce squillante e una mobilizzazione ormonale di catecolamine e serotonina o dopamina; sul piano posturale i movimenti potranno essere a scatti ed ampi, fino ad arrivare al salto di gioia, l’espressione del viso sorridente, i muscoli pronti all’azione; sul piano emotivo si ha una coloritura emotiva di gioia e contentezza; sul piano cognitivo c’è una valutazione positiva dell’esperienza che si sta vivendo, un agganciarsi a ricordi passati positivi e un’aspettativa piacevole del futuro. Al contrario, in un’esperienza di allentamento del controllo nel piano fisiologico il battito cardiaco e il respiro sono più lenti, si attiva il sistema nervoso parasimpatico, a livello ormonale vengono secrete endorfine e la voce potrà essere assente o manifestarsi come sospiro o sbadiglio; sul piano posturale i movimenti saranno lenti o quasi assenti, lo sguardo perso, i muscoli lasciati; sul piano emotivo c’è uno stato d’animo di pace e calma; sul piano cognitivo i pensieri sono vaghi, scarsa attenzione. Se queste esperienze di base vengono attraversate in modo completo e ripetutamente, esse diverranno delle vere e proprie capacità, delle risorse a cui l’individuo sarà in grado di attingere per tutta la vita, ogni qualvolta si presenterà la necessità. Queste esperienze, interiorizzate come capacità, si chiamano funzionamenti di fondo e ognuno ha lo stesso nome dell’esperienza di base da cui si è costituito.
In tal modo è possibile seguire l'andamento dello sviluppo evolutivo valutando se il bambino/la bambina conservano armonia, benessere, salute, e la possibilità di sviluppare pienamente le proprie potenzialità (come metodologia per la prevenzione).
I funzionamenti di fondo possono alterarsi durante tutto l’arco di vita, in particolare in periodi stressanti: tuttavia se si sono consolidati adeguatamente in età evolutiva meno saranno gravi le alterazioni, viceversa un’esperienza di base alterata nella prima infanzia comporta alterazioni più gravi in quel Funzionamento di Fondo e a volte l’impossibilità di attingervi come capacità e cronicizzando i momenti di stress.
Ma i funzionamenti di fondo permettono anche di intervenire in psicoterapia, dal momento che con il neo-funzionalismo si segue un progetto terapeutico calibrato sulla persona, volto a recuperare proprio quei funzionamenti di fondo che sono diventati alterati o carenti per eventi avversi, negativi, nella vita della persona. Questi interventi vengono attuati sinergicamente sui vari livelli del Sé (cioè sui vari sistemi integrati).
Completa la visione del neo-funzionalismo il concetto di attività umane, ovvero tutto quello che l'essere umano mette in atto nella propria vita per realizzare sé stesso e il rapporto con gli altri. Ciascuna attività umana è resa possibile proprio grazie a ben determinati funzionamenti di fondo che la sostengono e sui quali è possibile concretamente agire.
Rispoli, elaborando il pensiero funzionale, affronta il paradigma della complessità in una ipotesi iniziale di teoria complessiva del Sé, ipotizzando una teoria integrata e unitaria della personalità e della psicoterapia.

## La psicologia funzionale in Italia e nel mondo
In italia il funzionalismo si sviluppa negli anni '80 con le ricerche di Luciano Rispoli, fondatore della Scuola di Napoli, e si sviluppa con presupposti diversi dal primo funzionalismo. Il funzionalismo moderno nasce e si modifica nella pratica clinica e diagnostica, riprende le nuove conoscenze psicofisiologiche, si concentra sugli studi sul bambino prima e dopo la nascita, e sulle relative ricerche sul Sé nello sviluppo evolutivo; analizza, inoltre, i processi terapeutici di cambiamento. Considerando la relazione corpo-mente, la persona viene considerata nella sua interezza e complessità: vengono presi in considerazione tutti i fenomeni che riguardano l'organismo umano secondo un approccio olistico. In questa ottica, dunque, la psicoterapia aggiunge al processo la componente corporea come risorsa: il corpo non è più subordinato alla mente, ma una strada nuova da cui entrare per arrivare al cambiamento, che, quindi, non riguarda più solo la parte cognitiva ed emotiva della persona, ma anche il sistema psicofisiologico e neurobiologico.
Nel neo-funzionalismo, Rispoli considera l'essere vivente in un'ottica multidimensionale: la realtà è vista nel particolare, ma, nello stesso tempo, nella sua complessità globale, attraverso una visione che prende in considerazione l'organizzazione degli organismi viventi e dei funzionamenti di fondo di ognuno. Superati i principi di causalità lineare, i modelli idraulici di carica-scarica ed anche il principio di omeostasi, il neo-funzionalismo parla di modalità allostatica, ovvero di un sistema che non richiede al funzionamento di tornare sempre allo stesso stato, ma di passare da uno stato all'altro in condizioni di equilibrio (da un funzionamento di fondo all'altro a seconda della realtà circostante). L'organismo, dunque, si modifica continuamente sia in relazione all'ambiente esterno che in rapporto a se stesso e al proprio modo di agire. Il pensiero funzionale trova riscontri anche nelle neuroscienze. L'intelligenza del bambino, ad esempio, per svilupparsi in modo ottimale, deve essere aiutata in un ambiente accogliente che soddisfa i bisogni fondamentali e profondi dell'infanzia; è, quindi, fondamentale favorire esperienze di base come il "lasciare", l'"essere tenuti", le "sensazioni profonde", il "benessere", la "gioia". Il piano cognitivo e simbolico crescono in base al mondo sensoriale ed è quest'ultimo che permette all'essere umano di orientarsi e muoversi nel mondo.
Le neuroscienze rafforzano anche il concetto di memoria periferica: un tipo di memoria che viene influenzata dagli avvenimenti passati, i quali possono modificare le posture della persona, i suoi movimenti, ma anche i sistemi fisiologici interni lasciando segni duraturi nel tempo. Il neo-funzionalismo trova deduzioni significative anche per quanto concerne i circuiti neuronali: le esperienze di base vissute positivamente vanno a consolidare le connessioni cerebrali esistenti, creano nuove sinapsi ed incrementano la velocità dei segnali elettrici; l'ambiente, quindi, guida ed influenza il processo, facendo sì che alcuni gruppi neuronali si sviluppino maggiormente ed altri meno. Gli studi del neuroscienzato Antonio Damasio dimostrano che la coscienza si sviluppa solo quando il cervello è in grado di spiegare e raccontare ciò che succede all'interno del corpo, negli stati interni che si modificano continuamente e nei cambiamenti che il corpo ha quando entra in relazione con il mondo esterno. Le ricerche di Giacomo Rizzolatti dimostrano che il sistema motorio non è solo un effettore del sistema cognitivo, ma che i neuroni bimodali reagiscono al significato e sono, dunque, una vera e propria modalità di comprensione.
Partendo dai presupposti teorici finora riportati, la psicoterapia funzionale considera la malattia sia facendo riferimento allo psico-somatico, ma anche al somato-psichico: e cioè più che far riferimento al corpo e alla mente come causa-effetto o viceversa, considera, con un approccio integrato e completo, l'organismo nei suoi funzionamenti profondi, più che nei comportamenti o nelle manifestazioni esterne. Si tratta di osservare la correlazione tra tutti i sistemi vitali coinvolti nei processi di salute e di malattia. Questa metodologia è rivolta all'intero Sé ed ai funzionamenti di fondo, prende in considerazione tutte le variabili psico-corporee,  puntando al benessere dell'intero organismo:  in terapia, nella prevenzione e nel più ampio piano sociale.
Il pensiero funzionale, nato nella scuola di Napoli (la sede centrale), si è esteso in tutta Italia e le sedi e gli Istituti che fanno riferimento al neo-funzionalismo sono oggi dodici: Agrigento, Benevento, Brescia, Catania, Firenze, Lecce, Messina, Padova, Palermo, Roma, Trieste. Nel 1983 Luciano Rispoli fonda la Scuola Europea di Formazione in Psicoterapia Funzionale (SEF), riconosciuta dal Ministero dell’Università e Ricerca Scientifica nel 2000, dall’EABP (European Association for Body-Psychotherapy ) nel 1997, e dal CSTIP (Comité Scientifique International de Psychothérapie Corporelle) nel 1987. Il pensiero funzionale si è diffuso al di fuori dei confini nazionali con seminari, training, gruppi intensivi di psicoterapia, corsi di formazione, soprattutto in Francia, Grecia, Norvegia, Germania e Messico. In questa diffusione, sono nate anche due sedi internazionali della Scuola: a Parigi l’Ecole International de Psychothérapie Fonctionnelle nel 1996 e a Città del Messico la Escuela Internacional de Psicoterapia Funcional nel 1997.

## Psicoterapia funzionale
La psicoterapia ad indirizzo funzionale affronta la complessità della persona, prendendo in considerazione tutti i fenomeni che la riguardano, sia mentali che corporei. Ad ammalarsi non è il corpo o la mente, ma l’intero organismo.
Squilibri, problemi e difficoltà nella vita, e le stesse malattie fisiche e psichiche sono riconducibili tutti ad alterazioni e carenze dei funzionamenti di fondo, vale a dire quei meccanismi psicofisiologici e psicobiologici che sono alla base di comportamenti, pensieri, emozioni, atteggiamenti, gesti e movimenti. Nella psicoterapia funzionale la diagnosi è la valutazione del funzionamento complessivo del soggetto sui vari piani del Sé e, soprattutto, di come si sono andate conservando o alterando le esperienze di base (funzionamenti in età evolutiva) nella vita dei pazienti.
La diagnosi, quindi, non è né sui sintomi né sui comportamenti, ma è sui funzionamenti di fondo del soggetto, calibrata sulla persona con la sua specifica storia, la sua unicità, la sua configurazione del Sé. E', quindi, possibile differenziare, ma anche paragonare una situazione all’altra, inquadrando le vicende singolari in una più ampia vicenda generale.
È possibile realizzare diagnosi precoci, predittive, poiché vengono valutati i disfunzionamenti già esistenti prima dell’insorgere delle vere e proprie patologie. Nell’integrazione tra il corporeo e il mentale, la psicoterapia funzionale recupera sensazioni interne relative ad epoche molto precoci della vita dei pazienti; il cambiamento, quindi, non riguarda solo il cognitivo e le emozioni, ma anche i sistemi psicofisiologici e neurobiologici (i sistemi integrati).
Una delle idee di fondo è quella di utilizzare modalità di intervento e tecniche che si rivolgono ai vari piani psico-corporei che costituiscono il Sé (i vari sistemi integrati), perché nel momento in cui si producono disfunzioni, alterazioni, patologie, i vari piani del Sé si disconnettono tra di loro e restano chiusi in cortocircuito senza più corrispondere alle condizioni esterne. E si è osservato che posture croniche ripetitive , o tensioni muscolari continuativamente elevate, o un respiro toracico cronico, o ancora neurotrasmettitori che tendono alla attivazione anche quando non è necessario, possono essere modificati con un intervento che non sia diretto alla sola consapevolezza o al solo piano emotivo, ma a più piani psico-corporei.
La psicoterapia funzionale recupera i funzionamenti di fondo che si erano persi o alterati (cioè le esperienze basilari del Sé ostacolate nello sviluppo evolutivo del soggetto). Il processo si sviluppa per fasi sequenziali (seguendo un determinato progetto terapeutico centrato sul paziente), nelle quali si modifica sia la relazione terapeutica stessa sia ciò che accade in terapia.
Per il neo-funzionalismo il processo terapeutico è costituito da una narrazione storica (rappresentata dall’unicità di ciò che accade tra quel paziente e quel terapeuta), ma anche da una narrazione scientifica (rappresentata da “nodi” del processo terapeutico, uguali e regolari in ogni terapia). I cambiamenti avvengono secondo degli andamenti precisi, un’evoluzione che segue determinate leggi.
Nella terapia funzionale è il terapeuta ad assumersi, soprattutto nelle fasi iniziali, la responsabilità dell’andamento del processo terapeutico, prendendo pienamente in carico il paziente, dal momento che questi non conosce i funzionamenti della terapia e che ha anche bisogno di potersi affidare pienamente a qualcuno che l’aiuti. Il paziente deve poter fare il suo “mestiere di paziente”; per cui non si parla più di resistenze ma di ovvie impossibilità a modificare il proprio comportamento su un determinato piano funzionale; è, quindi, il terapeuta che, prendendosi in carica la relazione, deve sapere verso quale direzione ed in che modo portare il paziente a recuperare i funzionamenti carenti superando le impossibilità prima esistenti.
Il terapeuta è un Sé ausiliario che guida il paziente verso una nuova strada con la sua presenza attiva ed il suo supporto, attraverso l’uso della voce, della prossemica e dei movimenti. È, inoltre, il genitore nuovo, un genitore positivo che, con empatia e vicinanza, incoraggia, stimola e aiuta il paziente ad avere una nuova possibilità, per rivivere positivamente le esperienze di base che hanno subito alterazioni o sono rimaste chiuse nel corso della sua vita.

## Scuola di psicoterapia funzionale
L’esercizio di ogni tipo di attività psicoterapeutica, come indicato nel punto 3 della legge Ordinamento della professione di psicologo, è subordinato a una specifica formazione professionale, da acquisirsi dopo il conseguimento della laurea in psicologia o in medicina e chirurgia, mediante corsi di specializzazione almeno quadriennali che prevedano adeguata formazione e addestramento in psicoterapia, presso scuole di specializzazione universitarie o istituti privati riconosciuti dal MIUR. La Scuola di Formazione in Psicoterapia Funzionale nasce nel 1983 (quando non esisteva ancora il riconoscimento delle Scuole da parte del Ministero), ed era costituita da 300 ore annue per 4 anni, con l’obbligo della terapia personale e di un tirocinio svolto in attività Funzionali cliniche e di prevenzione.
Nel 2000 la Scuola viene riconosciuta dal MIUR (Ministero dell'Istruzione, dell'Università e della Ricerca) per le sedi di Napoli e Firenze, e successivamente per le sedi di Catania, Padova e Roma. Gli istituti che utilizzano l’approccio del neo-funzionalismo sono attualmente dodici: Agrigento, Benevento, Brescia, Catania, Firenze, Lecce, Messina, Padova, Palermo, Roma, Trieste.
La Scuola Europea di formazione in Psicoterapia Funzionale è riconosciuta anche dall’EABP (European Association for Body-Psychotherapy) dal 1999 e dal CSITP (Comité Scientifique Internationale de Therapie PsychoCorporelle) dal 1987. È iscritta, inoltre, al CNSP (Coordinamento Nazionale delle Scuola in Psicoterapie).